# Bắn cung tại Đại hội Thể thao Đông Nam Á 2001
Bắn cung tại Đại hội Thể thao Đông Nam Á năm 2001 diễn ra từ ngày 11 đến ngày 15 tháng 9 năm 2001 tại quảng trường Bandaraya, thành phố Johor Bahru, Malaysia.  Chương trình thi đấu bao gồm các nội dung cung recurve cá nhân và đồng đội dành cho cả nam và nữ, được tổ chức theo thể thức thi đấu chuẩn quốc tế.

## Tóm tắt kết quả

### Bảng huy chương
| Hạng               | Đoàn               | Vàng | Bạc | Đồng | Tổng số |
| ------------------ | ------------------ | ---- | --- | ---- | ------- |
| 1                  | Indonesia          | 2    | 1   | 1    | 4       |
| 2                  | Thái Lan           | 1    | 1   | 0    | 2       |
| 3                  | Philippines        | 1    | 0   | 0    | 1       |
| 4                  | Malaysia           | 0    | 2   | 0    | 2       |
| 5                  | Myanmar            | 0    | 0   | 3    | 3       |
| Tổng số (5 đơn vị) | Tổng số (5 đơn vị) | 4    | 4   | 4    | 12      |

### Nam
| Nội dung | Vàng                                                     | Bạc                                                             | Đồng                                                     |
| -------- | -------------------------------------------------------- | --------------------------------------------------------------- | -------------------------------------------------------- |
| Cá nhân  | Prawit Poljundleed · Thái Lan                            | Kuswantoro · Indonesia                                          | Nyi Nyi Tun · Myanmar                                    |
| Đồng đội | Indonesia (INA) · Kuswantoro · Lockneco · Syafrudin Mawi | Thái Lan (THA) · Prawit Poljundleed · Patrinroj · Arkhom Pannoi | Myanmar (MYA) · Nyi Nyi Tun · Yan Aung Soe · Win Win Zaw |

### Nữ
| Nội dung | Vàng                                                                 | Bạc                                                                    | Đồng                                                               |
| -------- | -------------------------------------------------------------------- | ---------------------------------------------------------------------- | ------------------------------------------------------------------ |
| Cá nhân  | Marino Purita Joy · Philippines                                      | Lim Geok Pong · Malaysia                                               | Rusena Gelanteh · Indonesia                                        |
| Đồng đội | Indonesia (INA) · Rusenah Gelanteh · Gina Rahayu · Suci Dwi Megasari | Malaysia (MAS) · Fairuz Hanisah · Anbarasi Subramaniam · Lim Geok Pong | Myanmar (MYA) · Thin Thin Khing · Thi Thi Win · Myat Thu Zar Myint |